# Uŋ (digramme)
Cette page contient des caractères spéciaux ou non latins. S’ils s’affichent mal (▯, ?, etc.), consultez la page d’aide Unicode.
Uŋ (minuscule uŋ) est un digramme de l'alphabet latin composé d'un U et d'un Eng (Ŋ).

## Linguistique
- En bassa, le digramme « uŋ » note la voyelle [u] nasalisée. La lettre U cédille (U̧) peut avoir la même utilisation.

## Représentation informatique
Comme la majorité des digrammes, il n'existe aucun encodage de Uŋ sous un seul signe, il est toujours réalisé en accolant un U et un Ŋ,.